# Jannik Sipper
Jannik Sipper è un singolo del rapper italiano DrefGold, pubblicato il 19 dicembre 2024 come unico estratto dalla riedizione digitale dell'album Goblin e diventando così il secondo singolo estratto dal disco.

## Tracce
1. Jannik Sipper – 2:10

## Formazione
- DrefGold – voce
- Sadturs – produzione
- Kiid – produzione
- Usa Beats – produzione